# Hemerodromia splendens
Hemerodromia splendens är en tvåvingeart som beskrevs av Smith 1969. Hemerodromia splendens ingår i släktet Hemerodromia och familjen dansflugor. Inga underarter finns listade i Catalogue of Life.